# Natascha Benner
Natascha Benner (ur. 1 stycznia 1990) – niemiecka lekkoatletka specjalizująca się w skoku o tyczce.

## Osiągnięcia
- 7. miejsce podczas mistrzostw świata juniorów (Bydgoszcz 2008)
- medalistka mistrzostw kraju w kategorii juniorów

## Rekordy życiowe
- skok o tyczce (stadion) - 4,25 (2009)
- skok o tyczce (hala) - 4,22 (2009)